# 福島川 (宮崎県)
福島川（ふくしまがわ）は、宮崎県南部の主に串間市を流れる二級水系の本流。

## 地理
宮崎県都城市安久町付近に源を発し南流。串間市大字南方と串間市大字西方の境界から志布志湾に注ぐ。

## 歴史
- 2020年（令和2年）7月6日 - 令和2年7月豪雨により氾濫[1]。

## 主な支流
- 大平川
- 善田川
- 天神川